# Copa de baloncesto de Alemania 2015
La 48ª edición de la Copa de baloncesto de Alemania (en alemán Deutscher Pokalsieger y conocida popularmente como BBL-Pokal) se celebró en Oldenburg del 11 al 12 de abril de 2015.

## Participantes
Los siguientes seis equipos lograron su plaza en base a su clasificación al final de la primera vuelta de la Basketball Bundesliga.
1. Alba Berlin
2. Brose Baskets
3. Bayern Munich
4. Telekom Baskets Bonn
5. ratiopharm ulm
6. BG Göttingen

EWE Baskets Oldenburg se clasificó directamente para la Final Four por ser el equipo de la ciudad organizadora.

## Cuadro final
|  | Cuartos de final      | Cuartos de final      | Cuartos de final |                       |    | Semifinales          | Semifinales | Semifinales |             |              | Final         | Final                | Final |  |
|  |                       |                       |                  |                       |    |                      |             |             |             |              |               |                      |       |  |
|  |                       |                       |                  |                       |    |                      |             |             |             |              |               |                      |       |  |
|  | 4                     | ratiopharm ulm        | 61               |                       |    |                      |             |             |             |              |               |                      |       |  |
|  | 4                     | ratiopharm ulm        | 61               |                       |    |                      |             |             |             |              |               |                      |       |  |
|  | 2                     | Brose Baskets         | 76               |                       |    |                      |             |             |             |              |               |                      |       |  |
|  | 2                     | Brose Baskets         | 76               |                       | 2  | Brose Baskets        | 86          |             |             |              |               |                      |       |  |
|  |                       |                       |                  |                       | 2  | Brose Baskets        | 86          |             |             |              |               |                      |       |  |
|  |                       |                       | 1                | Alba Berlin           | 65 |                      |             |             |             |              |               |                      |       |  |
|  | 1                     | Alba Berlin           | 1                | Alba Berlin           | 65 | 74                   |             |             |             |              |               |                      |       |  |
|  | 1                     | Alba Berlin           |                  |                       |    |                      |             |             |             |              |               |                      |       |  |
|  | 3                     | Bayern Munich         | 69               |                       |    |                      |             |             |             |              |               |                      |       |  |
|  | 3                     | Bayern Munich         | 69               |                       |    |                      |             |             |             | 2            | Brose Baskets | 70                   |       |  |
|  |                       |                       |                  |                       |    |                      |             |             |             | 2            | Brose Baskets | 70                   |       |  |
|  |                       |                       |                  | EWE Baskets Oldenburg | 72 |                      |             |             |             |              |               |                      |       |  |
|  | 5                     | Telekom Baskets Bonn  | 92               | EWE Baskets Oldenburg | 72 |                      |             |             |             |              |               |                      |       |  |
|  | 5                     | Telekom Baskets Bonn  | 92               |                       |    |                      |             |             |             |              |               |                      |       |  |
|  | 6                     | BG Göttingen          | 83               |                       |    |                      |             |             |             |              |               |                      |       |  |
|  | 6                     | BG Göttingen          | 83               |                       | 5  | Telekom Baskets Bonn | 71          |             |             | Tercer lugar | Tercer lugar  | Tercer lugar         |       |  |
|  |                       |                       |                  |                       | 5  | Telekom Baskets Bonn | 71          |             |             | Tercer lugar | Tercer lugar  | Tercer lugar         |       |  |
|  |                       |                       |                  | EWE Baskets Oldenburg | 77 |                      |             |             |             |              |               |                      |       |  |
|  | EWE Baskets Oldenburg | EWE Baskets Oldenburg |                  | EWE Baskets Oldenburg | 77 |                      |             | 1           | Alba Berlin | 85           |               |                      |       |  |
|  | EWE Baskets Oldenburg | EWE Baskets Oldenburg |                  |                       |    |                      |             | 1           | Alba Berlin | 85           |               |                      |       |  |
|  | Bye                   | Bye                   |                  |                       |    |                      |             |             |             |              | 5             | Telekom Baskets Bonn | 69    |  |
|  | Bye                   | Bye                   |                  |                       |    |                      |             |             |             |              | 5             | Telekom Baskets Bonn | 69    |  |
|  |                       |                       |                  |                       |    |                      |             |             |             |              |               |                      |       |  |

### Cuartos de final
| 18 de febrero de 2015 | ratiopharm ulm                                           | 61–76                                 | Brose Baskets                                                  | |  |
| 20:00                 | Parciales: 13–18, 11–23, 23–18, 14–17                    | Parciales: 13–18, 11–23, 23–18, 14–17 | Parciales: 13–18, 11–23, 23–18, 14–17                          | |  |
|                       | Estadísticas Brion Rush 16 Tim Ohlbrecht 6 Per Günther 6 | Reporte Pts Reb Asts                  | Estadísticas Daniel Theis 17 Trevor Mbakwe 10 Dawan Robinson 4 | Pabellón: Arena Ulm/Neu-Ulm, Ulm Asistencia: 6,200 espectadores Árbitros: Moritz Reiter, Clemens Fritz, Konstantin Simonow |  |

| 18 de febrero de 2015 | Alba Berlin                                                | 74–69                                 | Bayern Munich                                                   | |  |
| 20:00                 | Parciales: 14–19, 17–19, 17–16, 26–15                      | Parciales: 14–19, 17–19, 17–16, 26–15 | Parciales: 14–19, 17–19, 17–16, 26–15                           | |  |
|                       | Estadísticas Jamel McLean 19 Jamel McLean 8 Alex Renfroe 6 | Reporte Pts Reb Asts                  | Estadísticas Duško Savanović 15 John Bryant 11 Vasilije Micić 4 | Pabellón: O2 World, Berlin Asistencia: 11,678 espectadores Árbitros: Robert Lottermoser, Oliver Krause, Toni Rodriguez |  |

| 24 de febrero de 2015 | Telekom Baskets Bonn                                                    | 92–83                                 | BG Göttingen                                             | |  |
| 20:00                 | Parciales: 29–18, 23–19, 24–23, 16–23                                   | Parciales: 29–18, 23–19, 24–23, 16–23 | Parciales: 29–18, 23–19, 24–23, 16–23                    | |  |
|                       | Estadísticas Benas Veikalas 26 Tadas Klimavičius 9 Caloiaro, Lawrence 5 | Reporte Pts Reb Asts                  | Estadísticas Harper Kamp 17 Raymar Morgan 5 Alex Ruoff 4 | Pabellón: Telekom Dome, Bonn Asistencia: 3,800 espectadores Árbitros: Boris Schmidt, Martin Matip, Andreas Schreiner |  |

### Semifinales
| 11 de abril de 2015 | Brose Baskets                                                       | 86–65                                 | Alba Berlin                                                    | |  |
| 17:00               | Parciales: 22–16, 22–14, 18–23, 24–12                               | Parciales: 22–16, 22–14, 18–23, 24–12 | Parciales: 22–16, 22–14, 18–23, 24–12                          | |  |
|                     | Estadísticas Brad Wanamaker 22 Trevor Mbakwe 8 Robinson, Thompson 3 | Reporte Pts Reb Asts                  | Estadísticas Banić, Radošević 11 Alex Renfroe 5 Alex Renfroe 4 | Pabellón: Large EWE Arena, Oldenburg Asistencia: 6,000 espectadores Árbitros: Martin Matip, Toni Rodriguez, Oliver Krause |  |

| 11 de abril de 2015 | EWE Baskets Oldenburg                                         | 77–71                                 | Telekom Baskets Bonn                                                 | |  |
| 20:00               | Parciales: 20–18, 15–25, 22–13, 20–15                         | Parciales: 20–18, 15–25, 22–13, 20–15 | Parciales: 20–18, 15–25, 22–13, 20–15                                | |  |
|                     | Estadísticas Casper Ware 14 Philipp Neumann 7 Ware, Jenkins 4 | Reporte Pts Reb Asts                  | Estadísticas Benas Veikalas 17 Tadas Klimavičius 8 Eugene Lawrence 5 | Pabellón: Large EWE Arena, Oldenburg Asistencia: 6,000 espectadores Árbitros: Robert Lottermoser, Moritz Reiter, Benjamin Barth |  |

### Tercer y cuarto puesto
| 12 de abril de 2015 | Alba Berlin                                                                  | 85–69                                 | Telekom Baskets Bonn                                                         | |  |
| 11:00               | Parciales: 18–20, 24–17, 22–17, 21–15                                        | Parciales: 18–20, 24–17, 22–17, 21–15 | Parciales: 18–20, 24–17, 22–17, 21–15                                        | |  |
|                     | Estadísticas Reggie Redding 15 Jonas Wohlfarth-Bottermann 8 tres jugadores 3 | Reporte Pts Reb Asts                  | Estadísticas Angelo Caloiaro 11 Tadas Klimavičius 4 McConnell, Klimavičius 3 | Pabellón: Large EWE Arena, Oldenburg Asistencia: 6,000 espectadores Árbitros: Martin Matip, Oliver Krause, Toni Rodriguez |  |

### Final
| 12 de abril de 2015 | Brose Bamberg                                                    | 70–72                                 | EWE Oldenburg                                                   | |  |
| 14:00               | Parciales: 17–24, 17–10, 20–17, 16–21                            | Parciales: 17–24, 17–10, 20–17, 16–21 | Parciales: 17–24, 17–10, 20–17, 16–21                           | |  |
|                     | Estadísticas Brad Wanamaker 19 Trevor Mbakwe 10 Brad Wanamaker 4 | Reporte Pts Reb Asts                  | Estadísticas Casper Ware 13 Chubb, Aleksandrov 5 Chris Kramer 7 | Pabellón: Large EWE Arena, Oldenburg Asistencia: 6,000 espectadores Árbitros: Robert Lottermoser, Moritz Reiter, Benjamin Barth |  |